# Batang Quiapo
Batang Quiapo è una serial televisivo filippino trasmesso su Kapamilya Channel dal 13 febbraio 2023.

## Trama
Un giovane diventa uno dei più grandi fuorilegge del quartiere mentre si fa strada nella vita per sopravvivere a Quiapo. Sperando di guadagnarsi l'affetto dei suoi genitori, la sua impresa lo avvicina alla verità sulla sua identità.

## Personaggi
- Hesus Nazareno "Tanggol" A. Dimaguiba / Hesus Nazareno "Tanggol" A. Montenegro, interpretato da Coco Martin
- Monica "Mokang" Dimaculangan, interpretata da Lovi Poe
- Matilde "Tindeng" Asuncion, interpretata da Charo Santos e Precious Lara Quigaman (da giovane)
- Maria Teresa "Marites" Asuncion-Dimaguiba, interpretata da Cherry Pie Picache e Miles Ocampo
- Ramon Montenegro, interpretato da Christopher de Leon e Coco Martin (da giovane)
- Primo "Supremo" Medina, interpretato da Lito Lapid
- Rigor Dimaguiba, interpretato da John Estrada e Ejay Falcon (da giovane)
- Amanda Salonga, interpretata da Lorna Tolentino
- Don Julio Montenegro, interpretato da Tommy Abuel e Raul Montesa (da giovane)
- Olga Montenegro, intereptata da Irma Adlawan e Ryza Cenon (da giovane)
- Gregorio "Greg" Montenegro, interpretato da RK Bagatsing
- Augustus V. Pacheco, interpretato da Julio Diaz
- Dolores Espinas, interpretata da Jacklyn Jose
- Bubbles, interpretata da Ivana Alawi

## Colonna sonora
1. Batang Quiapo (Matira Matibay) – Smugglaz, Bassilyo, Flict-G, Kial, Masta, Jonas e Pistolero di FlipTop
2. Kapalaran – Gary Valenciano
3. Walang Kapalit – Gary Valenciano
4. Pangako – Moira Dela Torre